# 髯毛紫菀
髯毛紫菀（学名：Aster barbellatus）为菊科紫菀属的植物。分布在不丹、尼泊尔以及中国大陆的西藏等地，生长于海拔3,020米至4,000米的地区，一般生于亚高山山坡草地、高山以及灌丛中，目前尚未由人工引种栽培。